# 倉石郵便局
倉石郵便局（くらいしゆうびんきょく）は青森県三戸郡五戸町にある郵便局である。民営化前の分類では集配特定郵便局であった（現在は集配機能を廃止）。局番号は84154。

## 概要
住所：〒039-1702 青森県三戸郡五戸町倉石中市上ミ平1-4

## 沿革
- 1934年（昭和9年）4月16日 - 開局。
- 1978年（昭和53年）7月5日 - 電話交換および和文電報配達業務を五戸電報電話局に移管[1]。
- 2007年（平成19年）3月5日 - ゆうゆう窓口（郵便時間外窓口）を廃止し、配達センター局に移行。
- 2007年（平成19年）10月1日 - 民営化に伴い、併設された郵便事業八戸西支店倉石集配センターに一部業務を移管。
- 2012年（平成24年）10月1日 - 日本郵便株式会社発足に伴い、郵便事業八戸西支店倉石集配センターを倉石郵便局に統合。
- 2025年（令和7年）3月3日 - 五戸郵便局に集配業務を移管。

## 取扱内容
- 郵便、印紙、ゆうパック、内容証明
- 貯金、為替、振替、振込、国際送金、国債
- 生命保険、バイク自賠責保険
- ゆうちょ銀行ATM

## 周辺
- 五戸町役場 倉石分庁舎
- 五戸町立倉石中学校
- 五戸町立中市小学校

## アクセス
- 南部バス（金ヶ沢線） 倉石支所前停留所下車後、徒歩約1分
- 八戸自動車道 八戸北ICから南西へ約18km
- 国道454号沿い
- 駐車場あり：3台